# Claudia Baccarini
Claudia Baccarini (* 13. Oktober 1910 in Faenza; † 24. Dezember 2024 ebenda) war eine italienische Supercentenarian, die vom 17. November 2023 bis zu ihrem Tod als älteste lebende italienische Person galt.

## Leben
Claudia Baccarini wuchs in der norditalienischen Stadt Faenza auf, wo sie auch zeitlebens wohnte.
Über ihre berufliche Tätigkeit ist nichts bekannt. Sie war bis zu seinem Tod mit dem Kommunalpolitiker Pietro Baldi († 1998) verheiratet. Aus der Ehe gingen zehn Kinder hervor, die zwischen 1935 und 1953 geboren wurden. Ihr Mann war von 1951 bis 1956 der Bürgermeister von Faenza.
Mit ihrem 110. Geburtstag am 13. Oktober 2020 wurde Baccarini zur Supercentenarian. In einem Interview anlässlich ihres 111. Geburtstages im Oktober 2021 führte sie ihr sehr hohes Alter darauf zurück, dass sie ihr ganzes Leben lang immer viel Gemüse gegessen, Wein bzw. Alkohol nur in Maßen getrunken und nur sehr wenig geraucht hatte. Mit dem Tod von Domenica Ercolani im Alter von 113 Jahren am 17. November 2023 wurde Claudia Baccarini die älteste in Italien lebende Person.
Claudia Baccarini starb am 24. Dezember 2024 im Alter von 114 Jahren und 72 Tagen (insgesamt 41.711 Tage).